# Bulmastif
Bulmastif je velika pasma psa, molosoidnega tipa, ki je po navadi rjave barve (različnih odtenkov). Njegova plečna višina meri lahko tudi do 70 centimetrov, doseže pa težo tudi do 60 kilogramov. Na njegovi veliki glavi stojijo visoko nastavljeni uhlji, po navadi temnejšega odtenka rjave do črne, v enakem odtenku pa je pobarvan obsežen del njegovega obraza, se pravi predel okrog oči ter gobec. Njegov rep je visoko nasajen ter se proti koncu tanjša. Bulmastif je kratkodlaki pes, s trdo, ravno in priležno dlako, ki ne zahteva pretirane nege, le redno česanje in pregledovanje za različnimi zajedalci (klopi, uši...).
V Sloveniji pasma ni pogosta.

## Izvor
Ta pasma izvira iz Anglije, kjer so s križanjem angleškega buldoga in mastifa želeli doseči psa, ki bi imel vso moč in mogočnost mastifa (angleške doge) in pa osebnost buldoga, katerega odlikujejo prijaznost in zanesljivost, ter velika količina poguma, kar omogoča buldogu, da je lahko dober čuvaj. Buldogov problem pa je plečna višina, ki ne preseže štiridesetih centimetrov, zato ga mnogi, ki se v splošnem ne bojijo psov, enostavno ne jemljejo resno. Po drugi strani ima mastif po navadi še štirideset dodatnih centimetrov, kar ga naredi robustnega, velikega in strah vzbujajočega. Doseže lahko tudi do devetdeset kilogramov.
S križanjem teh dveh pasem so vzreditelji naredili psa, ki je dovolj velik in odločen. Angleži so ga namreč rabili za lovljenje divjih lovcev, saj jih bulmastif, ko jih je izsledil, ni raztrgal, temveč se je enostavno nanje ulegel ali pa jim ni pustil zbežati na kak drug način, kar sta mu omogočali njegova velikost in teža. V takih razmerah so rabili psa, ki se ni ustrašil strelov pušk in ni bil tako krvoločen, da bi te divje lovce poškodoval.

## Vedenje
Čeprav se bulmastifa zaradi njegovega robustnega videza marsikdo ustraši ob prvem srečanju, marsikoga preseneti, kako je ta pes ob pravilni vzgoji prijazen. Zelo rad se boža in je hvaležen vsakemu, ki mu nameni kakršnokoli pozornost, saj to vedno išče. V osnovi je zelo miren, nenapadalen, vendar močno navezan na svojega gospodarja (čeprav brani vsakogar, ki je njegov »prijatelj«). Za svojega gospodarja pa je pripravljen narediti še marsikaj drugega.
Sicer je to pasma z zelo izrazitim in močnim karakterjem ter neomajno voljo. Ob nepravilni vzgoji se lahko ti izpadi svojeglavosti in samovolje ponavljajo in prerastejo v velik problem. Sam po sebi je zelo učljiv, prilagodljiv in vodljiv, vendar mu moramo že od samega začetka posvečati ogromno pozornosti, da se ne zapre vase ali postane napadalen, saj ga je v teh slučajih zelo težko oziroma nemogoče obvladovati.

## Skrb
Bulmastif ne zahteva posebne nege, ki bi vključevala česanje, striženje nohtov in podobnih stvari. Načeloma je zelo nezahteven, paziti je treba le na zajedavce kot so klopi ter uši. Zaradi njegove teže pogosto boleha za displazijo kolkov (oziroma podobnimi boleznimi kolkov) ter je nagnjen k zasuku želodca. To sta dve zelo resni in hudi bolezni, pri čemer je zasuk želodca možno preventivno preprečiti (pravilno hranjenje in doziranje hrane ter nadzor gibanje po jedi), displazija kolkov pa je po navadi gensko pogojena in nanjo nimamo vpliva, delno jo lahko preprečimo s selekcijo pasem in čistimi rodovniki.
Problematična skrb zanj se lahko pokaže le v tistem delu, ko mu namenjamo pozornost. To ni pes, ki bi ga enostavno zaprli v pesjak in mu zagotovili hrano in leseno lopo. Zanj je potrebno skrbeti, se mu posvečati, zagotavljati veliko količimo pozornosti in tako dalje. Če vsega tega nima, postane žalosten in nesocializiran, nezainteresiran in napadalen. Ne pusti več blizu ter postane nevaren. Potrebno se je zavedati, da napake pri vzgoji niso dopustne, saj jih je zelo težko oziroma nemogoče odpraviti.
Kot vsak pes (mogoče je to pri bulmastifu še bolj vidno in opazno zaradi njegove osebnosti), ima tudi ta svoje navade in rituale. Je nenaklonjen spremembam (posebej če so zanj neugodnejše) in se nerad odpoveduje priboljškom. Zato ga je potrebno že zgodaj dobro naučiti, kaj pomeni beseda »ne« in tako zagotoviti, da ne bi preveč stvari delal po svoje.